# Парабельский район
Парабе́льский район — административно-территориальная единица (район) и муниципальное образование (муниципальный район) на севере Томской области России.
Административный центр — село Парабель.

## География
Площадь района 35 845,69 км², из которых леса занимают 64,6 %; болота — 30,2 %; сельхозугодья — 1,6 %; кормовые угодья — 1,4 %.
Граничит с Каргасокским районом, Верхнекетским районом, Колпашевским районом, Бакчарским районом, Северным районом Новосибирской области, и городом областного подчинения Кедровым.
На территории района расположено самое крупное озеро Томской области — Мирное (длина 6 км, ширина — 3,5 км, площадь 18,3 км², глубина от 2 до 4 м). Озеро находится в бассейне реки Чузик к северо-западу от села Пудино. Также здесь находится озеро Кульдышиха.
Парабельский район приравнен к районам Крайнего Севера.
Крупные реки
- Обь;
- Парабель;
- Пайдугина.

Полезные ископаемые
- нефть:
- природный газ;
- торф;
- кирпично-керамзитовые глины;
- подземные воды.

## История
В 1923 году началось районирование Сибири, и к сентябрю 1924 года первый этап — внутриуездное районирование — был завершен. В составе уездов Томской губернии были образованы районы (укрупненные волости), в том числе Парабельский район, датой создания которого поэтому считается 4 сентября 1924 года. В результате проведения второго этапа районирования — преобразования губернской и уездной системы в окружную — 25 мая 1925 года Томская губерния была расформирована, и был создан Сибирский край, в состав Томского округа которого вошёл и Парабельский район. 30 июля 1930 года Сибирский край был разделён на западную и восточную части (Томский округ был при этом упразднён), и Парабельский район оказался в составе Западно-Сибирского края. 17 января 1931 года Парабельский район был упразднён; его территория отошла Каргасокскому району.
26 мая 1932 года в Западно-Сибирском крае был создан Северный округ, уже в августе того же года переименованный в Нарымский округ, в состав которого перешёл и Каргасокский район. 20 ноября 1935 года из Каргасокского района был вновь выделен Парабельский район.  28 сентября 1937 года Западно-Сибирский край был расформирован, и Нарымский округ вошёл в состав новообразованной Новосибирской области. 13 августа 1944 года Нарымский округ был упразднён, а район вошёл в состав новообразованной Томской области.
28 апреля 1959 года был расформирован Пудинский район, а его территория была присоединена к Парабельскому району.
12 ноября 1987 года посёлок Кедровый был выведен из состава района, получив статус города областного подчинения.

## Население
| 1939    | 1959    | 1970    | 1979    | 1989    | 2002    | 2007    | 2008    |
| ------- | ------- | ------- | ------- | ------- | ------- | ------- | ------- |
| 40 255  | ↘26 262 | ↘17 945 | ↘16 904 | ↘16 033 | ↘13 533 | ↘12 400 | ↘12 200 |
| 2009    | 2010    | 2011    | 2012    | 2013    | 2014    | 2015    | 2016    |
| ↗12 203 | ↗12 595 | ↘12 593 | ↘12 437 | ↘12 395 | ↘12 384 | ↘12 382 | ↗12 411 |
| 2017    | 2018    | 2019    | 2020    | 2021    |         |         |         |
| ↘12 374 | ↘12 368 | ↘12 234 | ↘12 139 | ↘11 494 |         |         |         |

Численность населения района составляет 1.11 % от населения области.

### Национальный состав
- все — 12 595[24]
- русские — 11 737 (93,19 %)
- немцы — 255 (2,02 %)
- селькупы — 165 (1,31 %)
- украинцы — 116 (0,92 %)
- чуваши — 44 (0,35 %)
- татары — 41 (0,33 %)
- белорусы — 27 (0,21 %)
- азербайджанцы — 26 (0,21 %)
- кеты — 20 (0,16 %)
- армяне — 14 (0,11 %)
- казахи — 10 (0,08 %)

## Муниципально-территориальное устройство
В муниципальный район входят 5 муниципальных образований со статусом сельских поселений:
| № | Муниципальное образование          | Административный центр | Количество населённых пунктов | Население (чел.) | Площадь (км²) |
| - | ---------------------------------- | ---------------------- | ----------------------------- | ---------------- | ------------- |
| 1 | Заводское сельское поселение       | посёлок Заводской      | 7                             | ↘949             | 2952,24       |
| 2 | Нарымское сельское поселение       | село Нарым             | 5                             | ↘1413            | 9142,68       |
| 3 | Новосельцевское сельское поселение | село Новосельцево      | 7                             | ↗844             | 790,24        |
| 4 | Парабельское сельское поселение    | село Парабель          | 9                             | ↘7893            | 471,95        |
| 5 | Старицинское сельское поселение    | село Старица           | 5                             | ↘395             | 21693,58      |

### Населённые пункты
В Парабельском районе 33 населённых пункта.
| №  | Населённый пункт | Тип     | Население | Муниципальное образование          |
| -- | ---------------- | ------- | --------- | ---------------------------------- |
| 1  | Алатаево         | село    | ↘25       | Нарымское сельское поселение       |
| 2  | Басмасово        | село    | ↘1        | Новосельцевское сельское поселение |
| 3  | Белка            | посёлок | ↘7        | Заводское сельское поселение       |
| 4  | Бугры            | деревня | ↗307      | Парабельское сельское поселение    |
| 5  | Верхняя Чигара   | деревня | ↗22       | Новосельцевское сельское поселение |
| 6  | Высокий Яр       | село    | ↘73       | Заводское сельское поселение       |
| 7  | Вялово           | деревня | ↗121      | Парабельское сельское поселение    |
| 8  | Голещихино       | деревня | ↗90       | Парабельское сельское поселение    |
| 9  | Заводской        | посёлок | ↗367      | Заводское сельское поселение       |
| 10 | Заозеро          | деревня | ↗22       | Парабельское сельское поселение    |
| 11 | Кирзавод         | посёлок | ↗823      | Парабельское сельское поселение    |
| 12 | Костарево        | деревня | ↘251      | Парабельское сельское поселение    |
| 13 | Ласкино          | деревня | →0        | Новосельцевское сельское поселение |
| 14 | Луговское        | деревня | ↘73       | Нарымское сельское поселение       |
| 15 | Малое Нестерово  | деревня | ↘137      | Новосельцевское сельское поселение |
| 16 | Нарым            | село    | ↘817      | Нарымское сельское поселение       |
| 17 | Нельмач          | село    | ↘233      | Заводское сельское поселение       |
| 18 | Нижняя Чигара    | деревня | ↘155      | Новосельцевское сельское поселение |
| 19 | Новиково         | деревня | ↘46       | Старицинское сельское поселение    |
| 20 | Новосельцево     | село    | ↘489      | Новосельцевское сельское поселение |
| 21 | Осипово          | посёлок | ↗4        | Старицинское сельское поселение    |
| 22 | Парабель         | село    | ↘5907     | Парабельское сельское поселение    |
| 23 | Перемитино       | деревня | ↗40       | Новосельцевское сельское поселение |
| 24 | Прокоп           | деревня | ↘259      | Заводское сельское поселение       |
| 25 | Сенькино         | деревня | ↘0        | Заводское сельское поселение       |
| 26 | Старица          | село    | ↘278      | Старицинское сельское поселение    |
| 27 | Сухушино         | деревня | ↗146      | Парабельское сельское поселение    |
| 28 | Талиновка        | деревня | ↘62       | Нарымское сельское поселение       |
| 29 | Тарск            | деревня | ↘61       | Старицинское сельское поселение    |
| 30 | Толмачево        | село    | ↘226      | Парабельское сельское поселение    |
| 31 | Усть-Чузик       | деревня | ↘6        | Старицинское сельское поселение    |
| 32 | Чановка          | деревня | →10       | Заводское сельское поселение       |
| 33 | Шпалозавод       | посёлок | ↘436      | Нарымское сельское поселение       |

Упразднённые населённые пункты:
- 1972 год — деревни Невальцево и Соиспаево[26].
- 2004 год — село Берёзовка[27]
- 2014 год — деревня Комбарс и село Львовка.

## Экономика
Экономика района в значительной степени зависит от нефтедобычи, ежегодно в районе добывается более 1,2 млн тонн нефти. Другие отрасли — лесозаготовительная и пищевая.